# Francesca Donato
Francesca Donato (ur. 25 sierpnia 1969 w Ankonie) – włoska polityk i prawniczka, posłanka do Parlamentu Europejskiego IX kadencji.

## Życiorys
W 1996 ukończyła studia prawnicze na Università degli Studi di Modena e Reggio Emilia. Pracowała w spółkach prawa handlowego, praktykowała także jako adwokat w Palermo. W 2013 stanęła na czele organizacji pozarządowej „Progetto Eurexit”, deklarującej działania na rzecz wystąpienia Włoch ze strefy euro. Dołączyła do Ligi Północnej. W wyborach w 2019 z listy tej partii uzyskała mandat posłanki do Parlamentu Europejskiego IX kadencji (Matteo Salvini zrezygnował z objęcia mandatu). We wrześniu 2021 wystąpiła z partii.